# Xay, Oudomxay
Xay là một huyện (muang, mường)  thuộc tỉnh Oudomxay ở tây bắc Lào.